# 830年代
| 千纪： | 1千纪                                                                                  |
| 世纪： | 8世纪 \| 9世纪 \| 10世纪                                                               |
| 年代： | 800年代 \| 810年代 \| 820年代 \| 830年代 \| 840年代 \| 850年代 \| 860年代              |
| 年份： | 830年 \| 831年 \| 832年 \| 833年 \| 834年 \| 835年 \| 836年 \| 837年 \| 838年 \| 839年 |

830年代是指830年至839年的十年。

## 大事记

### 835年
- - 農曆十一月二十一日（公曆12月）- 唐朝發生甘露之變。

## 逝世

### 830年
- 李绛，唐朝宰相
- 宋若宪，唐朝女官
- 王播，唐朝宰相
- 楊於陵，唐朝大臣
- 张遵 (唐朝)，唐朝大臣
- 王建 (唐朝)，唐朝诗人
- 郭钊，唐朝外戚
- 长髭旷禅师，唐朝禅师
- 大仁秀，渤海国王
- 萬多親王，日本贵族